# Algo supuestamente divertido que nunca volveré a hacer
Algo supuestamente divertido que nunca volveré a hacer (en inglés: A Supposedly Fun Thing I'll Never Do Again) es una colección de ensayos y escritos de no-ficción del escritor estadounidense David Foster Wallace.

## Contenido
Los siete ensayos recopilados en el libro, son: 
- Deporte derivado en el corredor de los tornados (Derivative Sport in Tornado Alley; publicado originalmente en Harper's Magazine en diciembre de 1991 bajo el título Tennis, Trigonometry, Tornadoes). Se trata de un ensayo autobiográfico sobre la juventud de Wallace en el Medio Oeste, su participación en el tenis competitivo y su interés en las matemáticas.
- E Unibus Pluram: Televisión y narrativa norteamericana (E Unibus Pluram: Television and U.S. Fiction; publicado originalmente en The Review of Contemporary Fiction en 1993). Ensayo sobre el impacto de la televisión en la literatura contemporánea y el uso de la ironía en la cultura.
- Dejar de estar bastante alejado de todo (Getting Away from Already Being Pretty Much Away from It All; publicado originalmente en Harper's Magazine en 1994 con el título Ticket to the Fair). Relata las experiencias y opiniones de Foster Wallace en la Feria Estatal de Illinois de 1993, yendo desde una descripción de una competencia de bastones hasta cómo la feria representa la cultura del Medio Oeste estadounidense.
- Noticias bastante exageradas (Greatly Exaggerated; publicado originalmente en Harvard Book Review en 1992). Una reseña de la obra del poeta y académico H. L. Hix que incluye las opiniones de Foster Wallace sobre el rol del autor y la crítica literaria.
- David Lynch conserva la cabeza (David Lynch Keeps His Head; publicado originalmente en la revista Premiere en 1996). Refleja las experiencias y opiniones del autor tras una visita al set de filmación de Lost Highway así como una visión de la obra de Lynch.
- El talento profesional del tenista Michal Joyce como paradigma de ciertas ideas sobre el libre albedrío, la libertad, las limitaciones, el gozo, el esperpento y la realización humana (Tennis Player Michael Joyce's Professional Artistry as a Paradigm of Certain Stuff about Choice, Freedom, Discipline, Joy, Grotesquerie, and Human Completeness; publicado originalmente en Esquire en 1996, bajo el título The String Theory). Se trata de consideraciones sobre la naturaleza del tenis, deporte al que Foster Wallace tenía especial afecto, a partir de las ruedas clasificatorias del Canadian Open de 1995 y del evento en sí mismo.
- Algo supuestamente divertido que nunca volveré a hacer (A Supposedly Fun Thing I'll Never Do Again; publicado originalmente en Harper's Magazine en 1996, bajo el título Shipping Out). Ensayo cómico en el que Foster Wallace describe los excesos que ve en su viaje de una semana por el Caribe a bordo de un crucero. Su irónico disgusto con la industria de la hospitalidad profesional y la «diversión» que debería estar gozando revela cómo las indulgencias de un crucero lo transforman en un mocoso malcriado, lo que lo lleva a una desesperanza interna. Como muchos de los trabajos de Wallace, el ensayo muestra una escritura fluida y abundantes comentarios a pie de página.[1]

## En otros medios
- El escritor y humorista John Hodgman titula un capítulo sobre tomar un crucero en su libro de 2011 That Is All "A Totally Fun Thing I Would Do Again as Soon as Possible" (Una cosa completamente divertida que volveré a hacer tan pronto sea posible).
- La comediante Tina Fey incluye un capítulo de una experiencia en un crucero en su libro Bossypants titulado My Honeymoon: Or, A Supposedly Fun Thing That I’ll Never Do Again Either (Mi luna de miel: o algo supuestamente divertido que tampoco volveré a hacer), en el cual sugiere que aquellos que han oído del libro de David Foster Wallace deberían considerarse miembros de la "elite cultural" que odia a su país y su bandera.
- El episodio Algo muy divertido que Bart no volverá a hacer de la vigesimotercera temporada de Los Simpsons hace referencia también al título del libro.